# Maoricrypta kopua
Maoricrypta kopua is een slakkensoort uit de familie van de Calyptraeidae. De wetenschappelijke naam van de soort is voor het eerst geldig gepubliceerd in 2003 door B.A. Marshall.